# Houttuinen (Dordrecht)
De Houttuinen is een straat in de stad Dordrecht, in de Nederlandse provincie Zuid-Holland.

## Geschiedenis
De straat die tegenwoordig Houttuinen heet, maakte ooit deel uit van de kade langs de Nieuwe Haven die na het afbreken van de stadsmuur rond 1430 kon worden aangelegd. De stadsmuur liep langs de Houttuinen.
Sinds de middeleeuwen werden houttuinen (houtopslagplaatsen) steeds vaker gevestigd in de omgeving van de Grote Kerk, Grotekerksbuurt en de Nieuwe Haven. In de 17e eeuw raakte Houttuinen als toponiem in gebruik.
Het plein aan het einde van de Houttuinen, bij Kraan Rodermond, heette in de 18e eeuw de Molenstenen. Met behulp van de kraan werden hier molenstenen overgeladen. De kraan stond er tot 1872, het plein hoort tegenwoordig bij de Houttuinen.
Tijdens de tweede helft van de 19e eeuw was het politiebureau aan de Houttuinen gevestigd, tot het gebouw aan de Groenmarkt gereed was.
Van 1914 tot 1989 bevond zich in de Houttuinen het Rooms-Katholieke Ziekenhuis, welke in 1929 werd uitgebreid. Begin jaren '90 verhuisde het ziekenhuis naar Zwijndrecht en werd het oude gebouw afgebroken.
In 1967 werd er aan de Houttuinen gesloopt, waardoor het aangrenzende Sint Suraplein ontstond. Dit slecht onderhouden pleintje doet dienst als parkeerplaats.

## Galerij

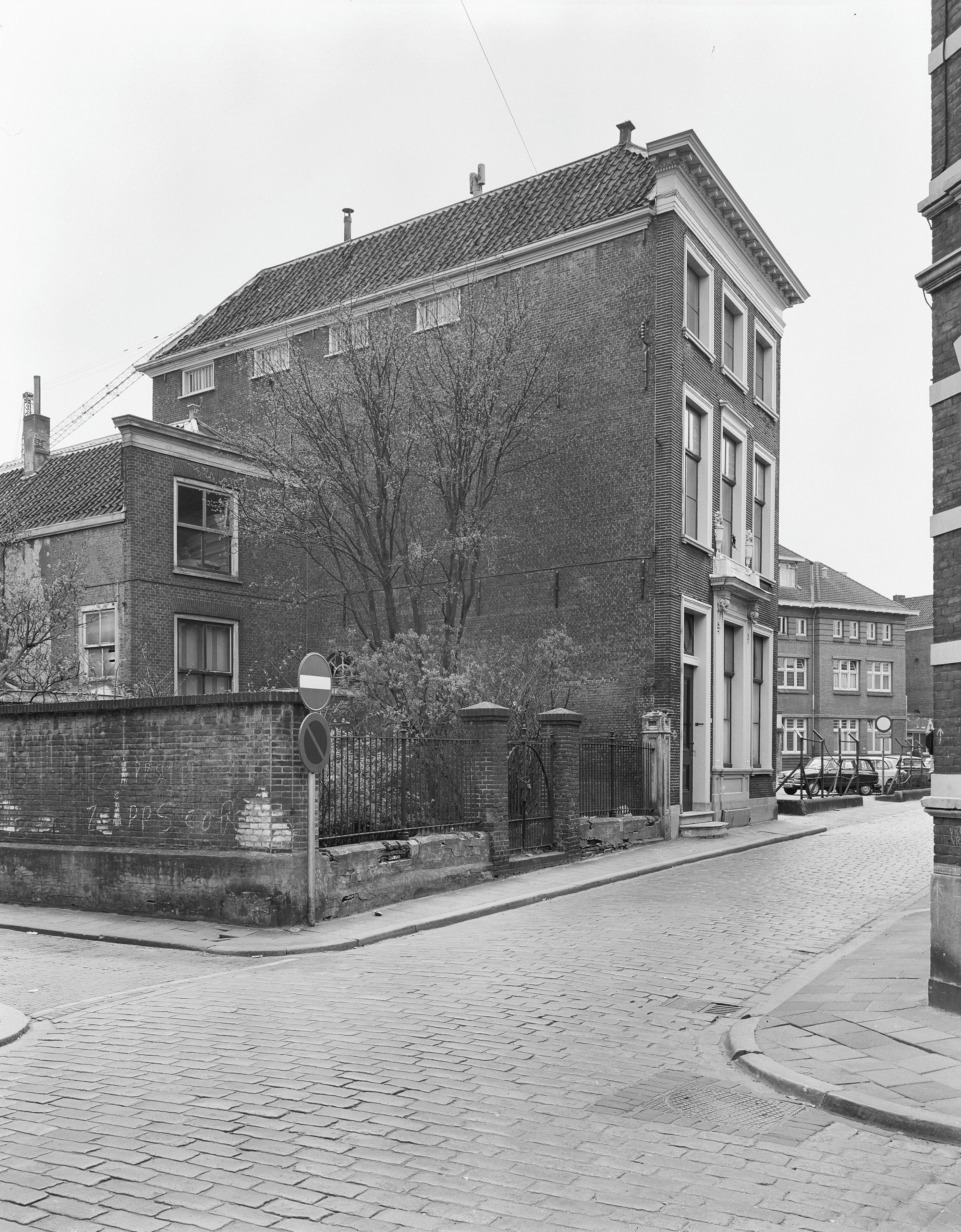
Houttuinen 2-4, 1966.
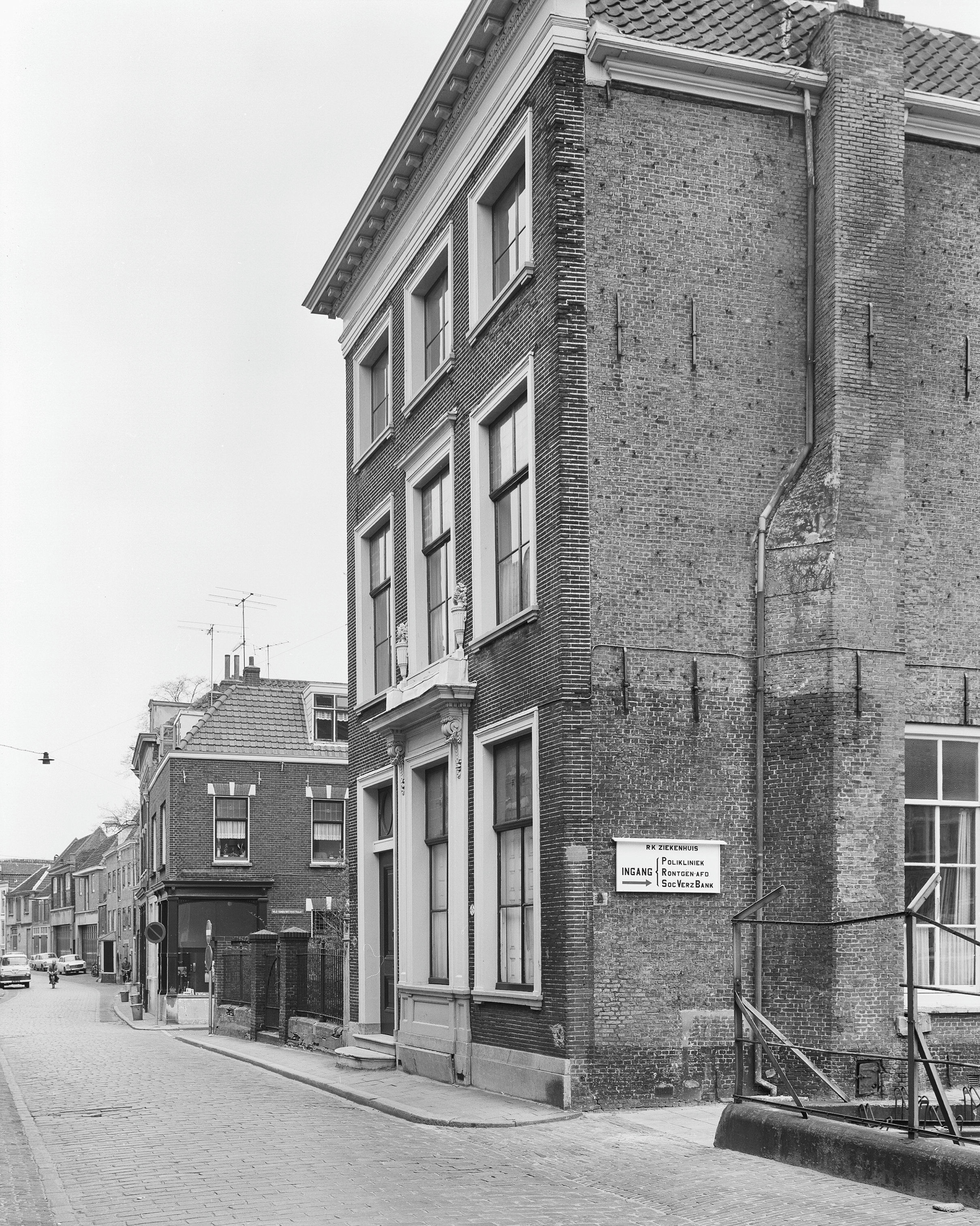
Houttuinen 2-4, 1966.
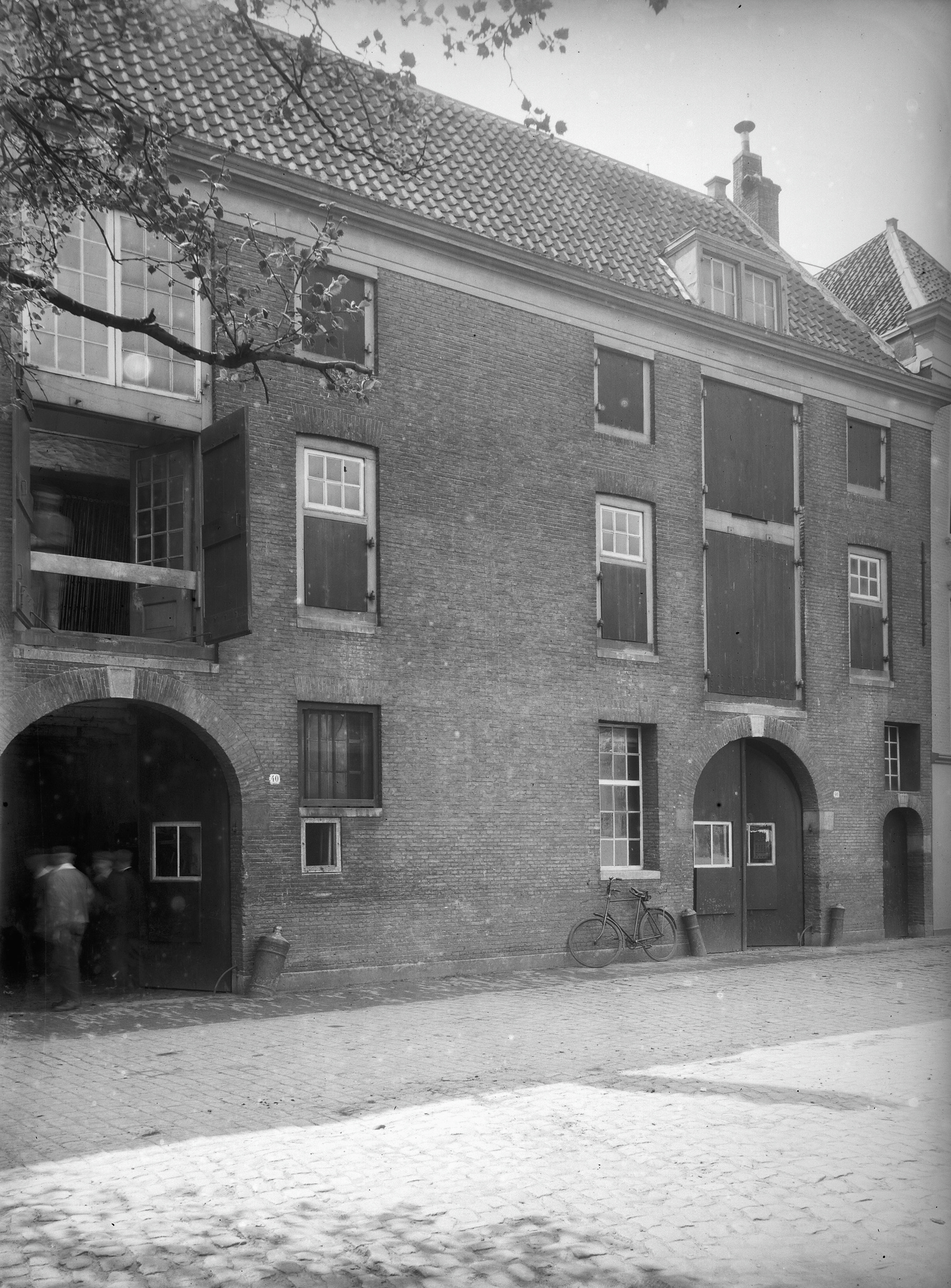
Houttuinen 40, 1925.
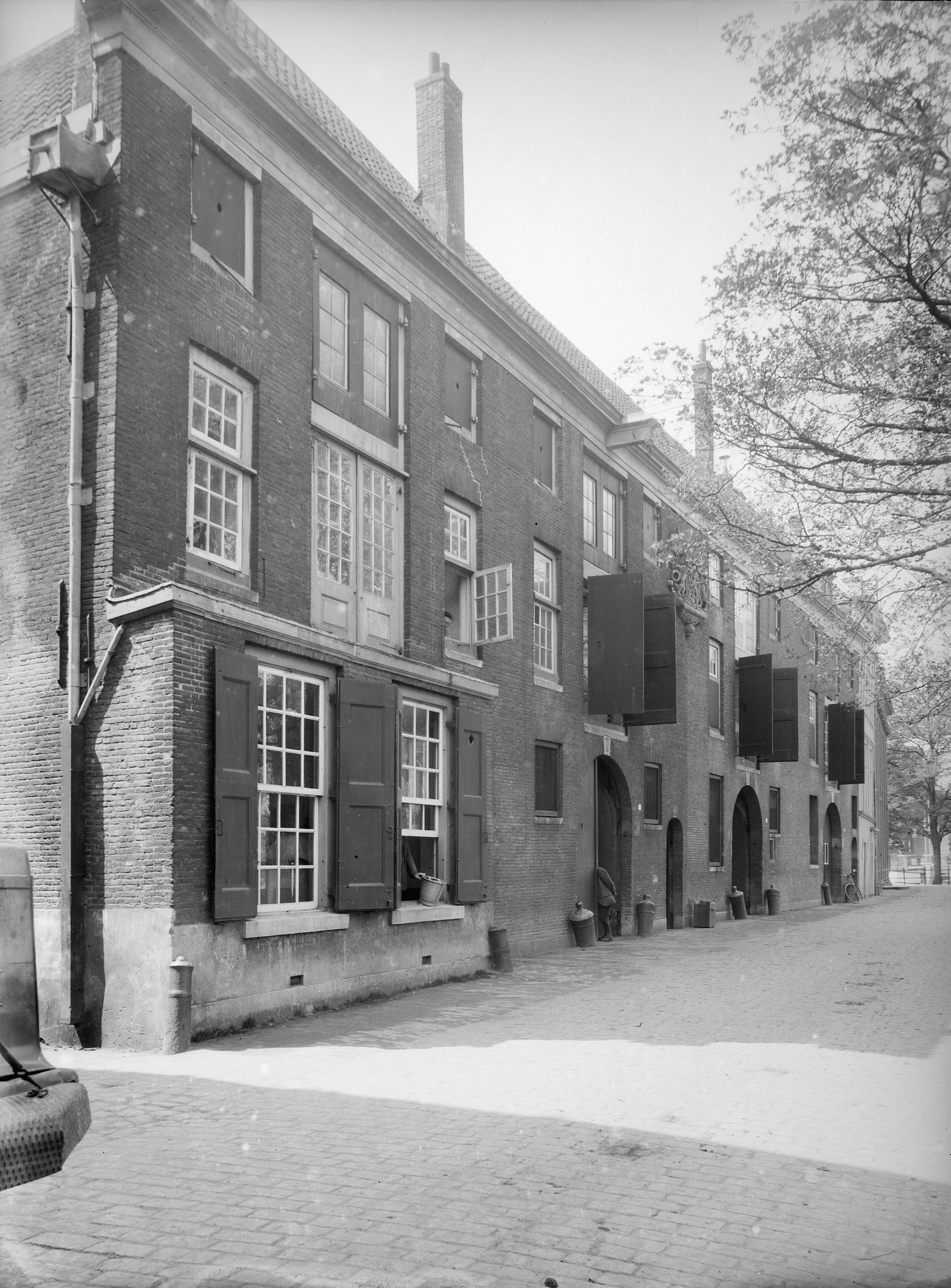
Houttuinen 40, 1925.
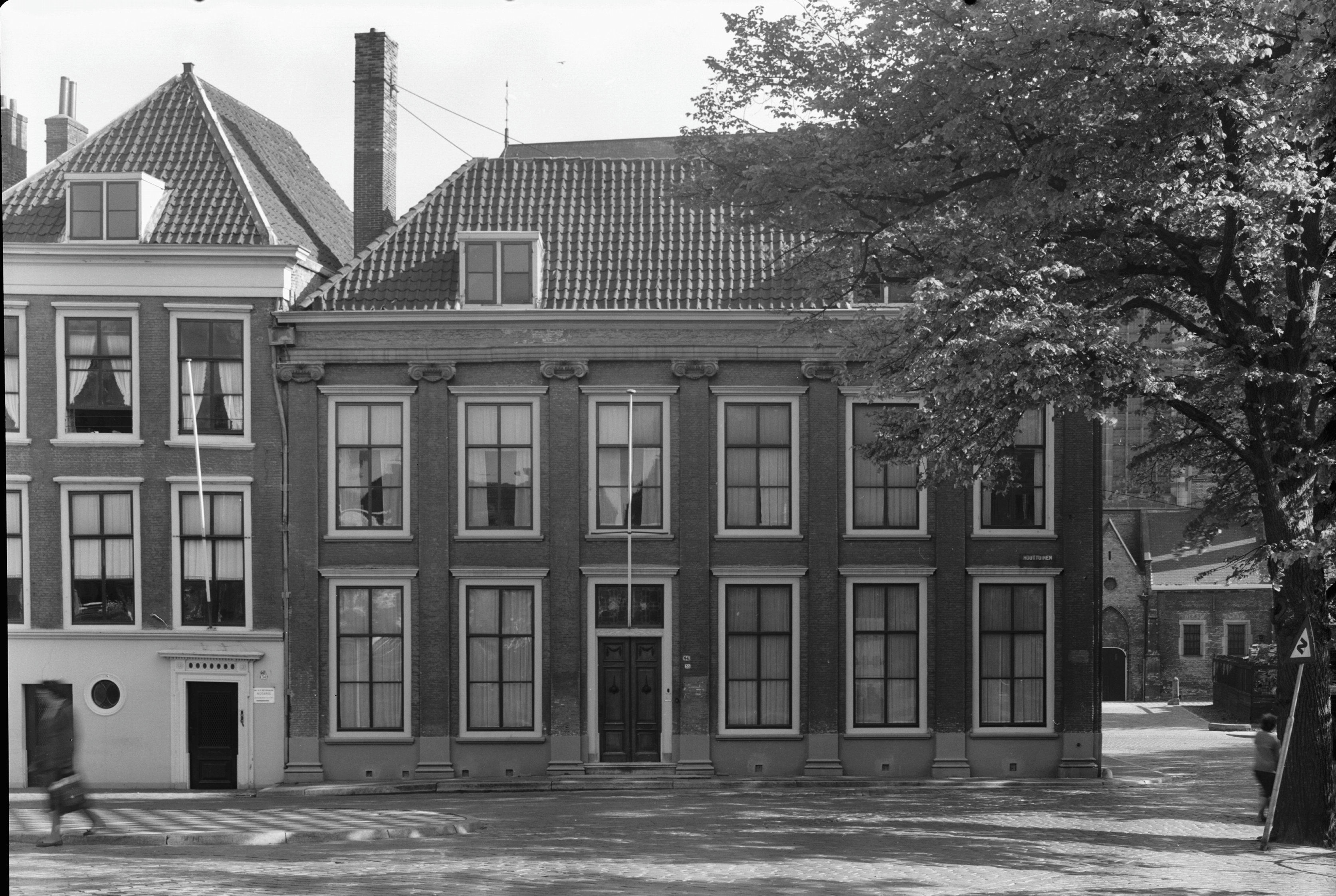
Houttuinen, 1962.

## Rijksmonumenten
Er bevinden zich meerdere rijksmonumenten aan de Houttuinen.

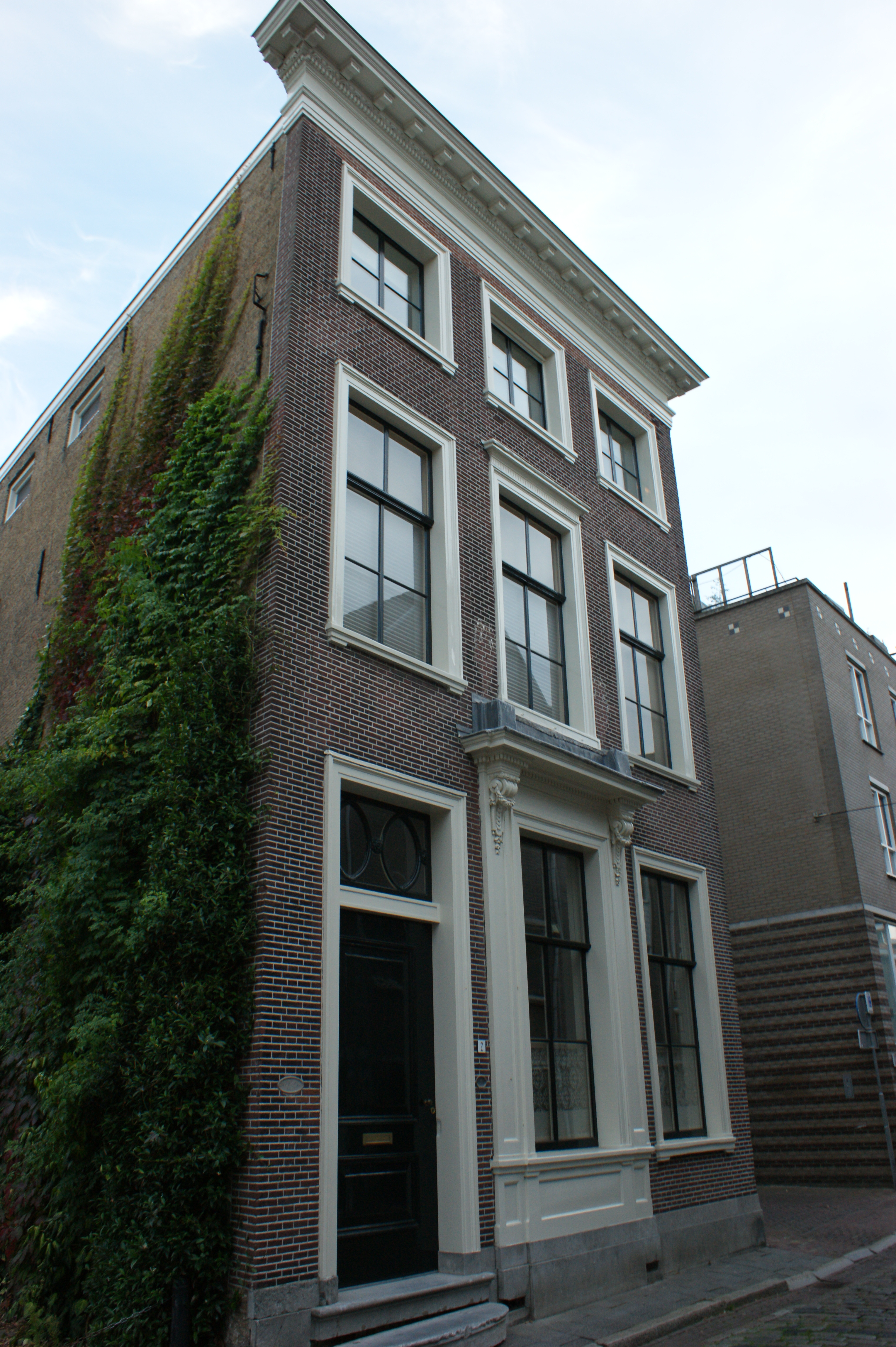
Houttuinen 2; woonhuis met lijstgevel.
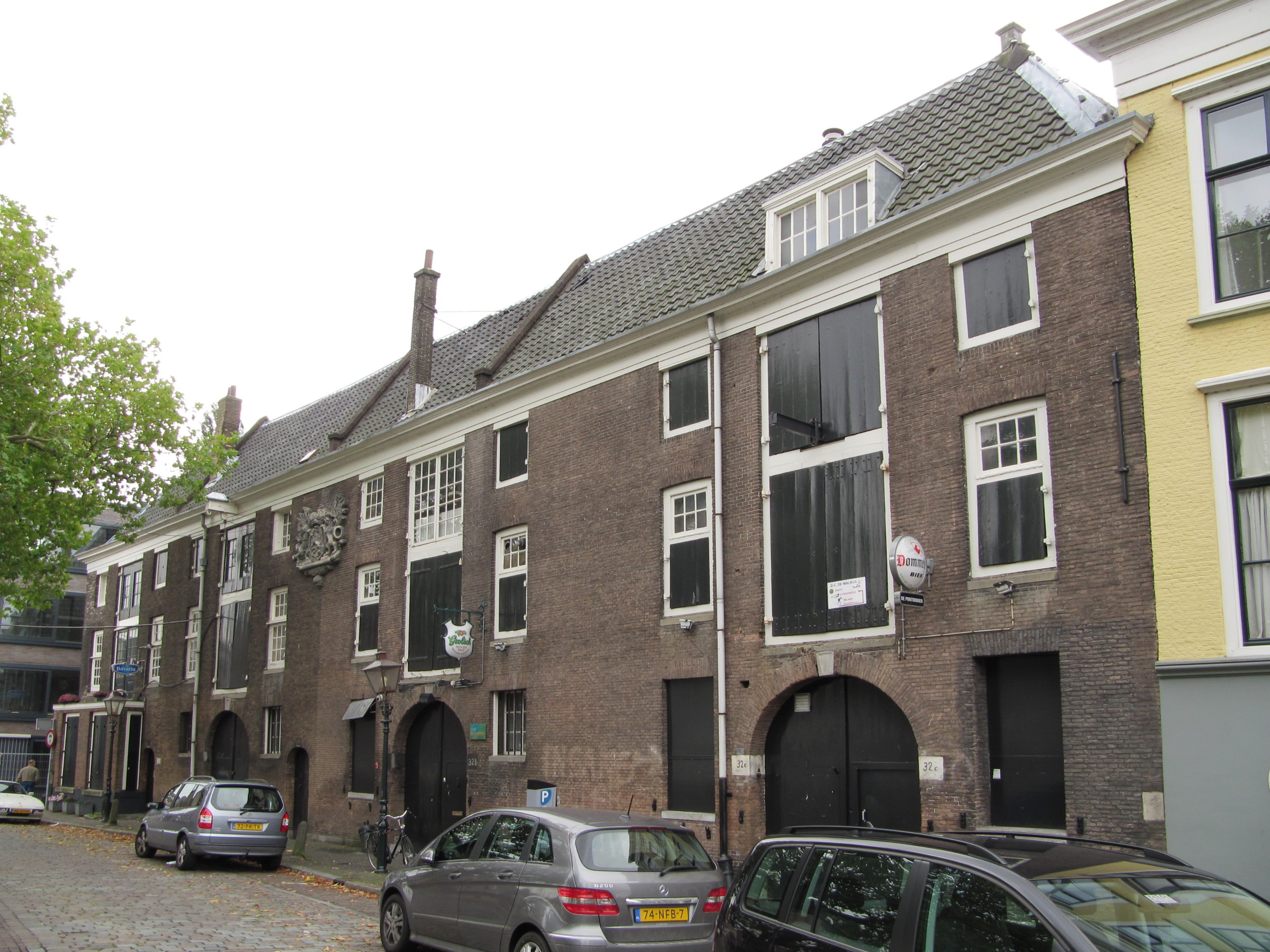
Houttuinen 32; arsenaal.
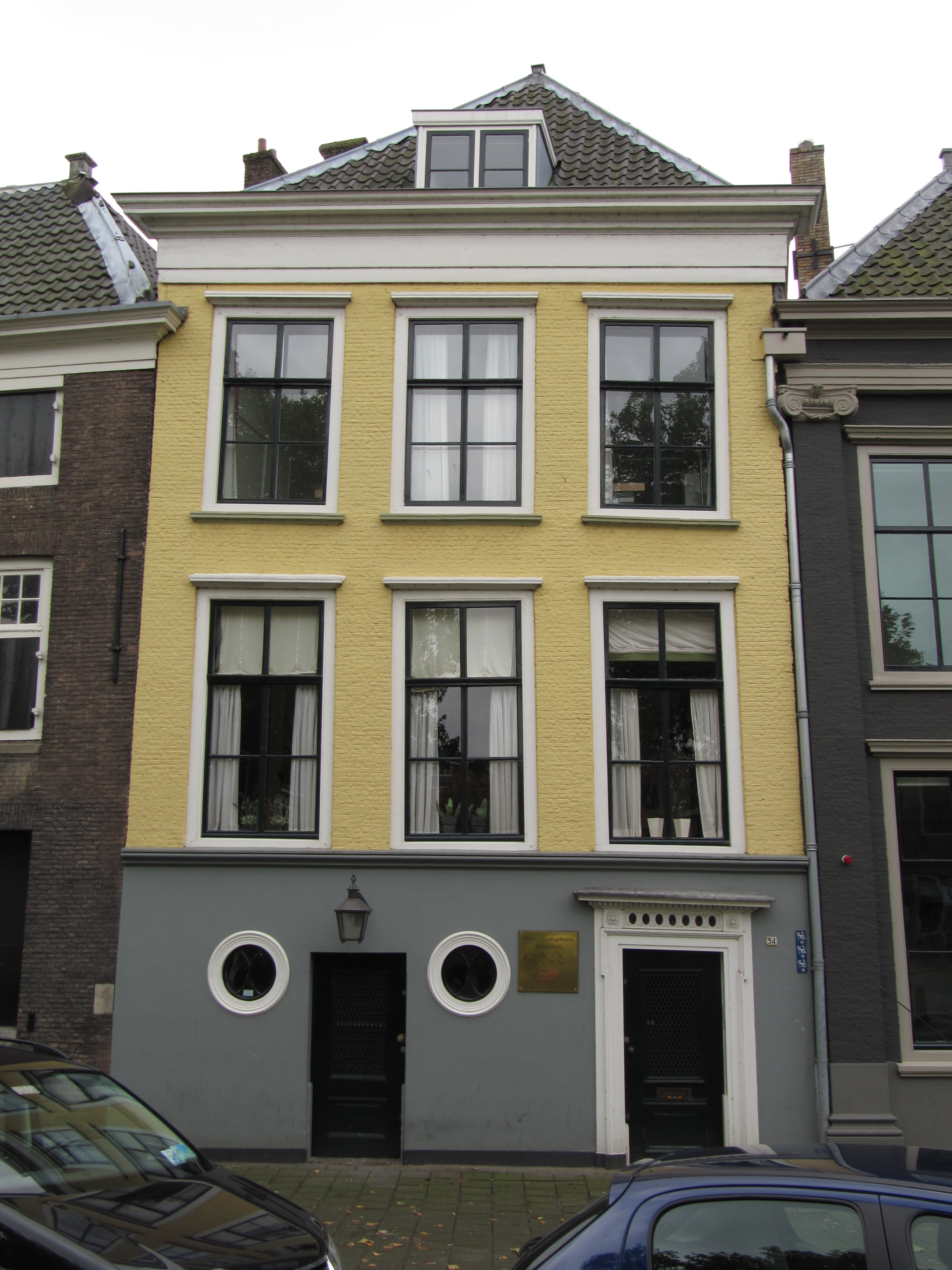
Houttuinen 34; pand met lijstgevel.
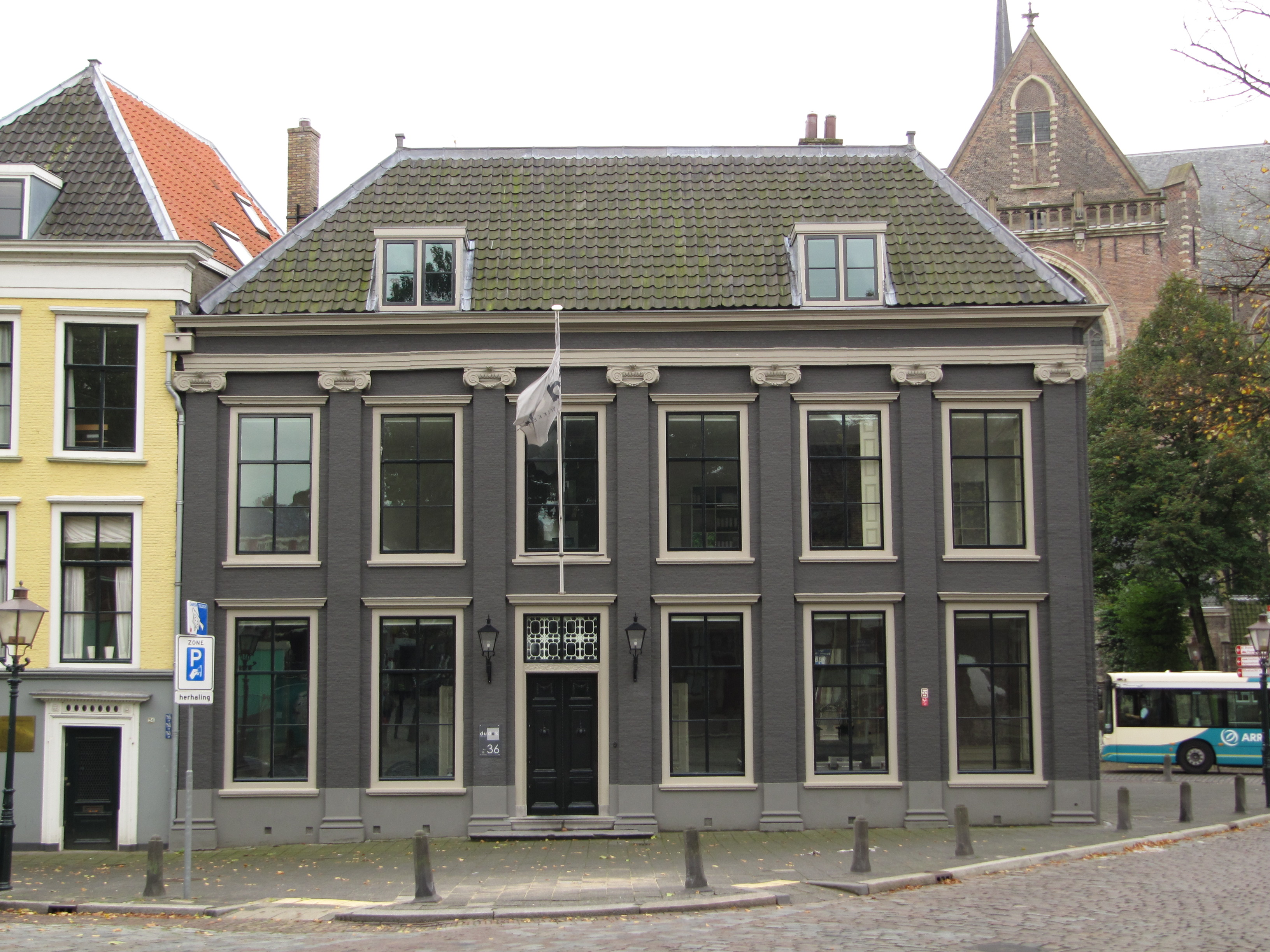
Houttuinen 36; hoekpand met fraaie pilastergevel.